# Coregonus restrictus
Coregonus  restrictus was een endemisch soort houting in Zwitserland.  Deze houting of marene heette in het Frans Férit.  De vis is rond de jaren 1890 uitgestorven.

## Kenmerken
De vis kom maximaal 25 cm lang worden en had een iets gebogen rug en 35 tot 38 kieuwboogaanhangsels.

## Verspreiding en leefgebied
Deze houtingsoort kwam alleen voor in het Meer van Murten (Lac de Morat). De vis hield zich op in diep, open water en paaide in januari boven zand- en modderbodems.

## Status
De laatste vangsten van deze vis zijn uit 1890. Bemonstering uit de jaren 1950 leverde geen enkele soort houting op. De soorten die nu in het meer voorkomen zijn geïntroduceerde soorten die ergens anders vandaan komen. De soort stierf uit door eutrofiëring die plaatsvond tussen 1900 en 1950. Coregonus  restrictus staat als uitgestorven op de Rode Lijst van de IUCN.